# Florida (Porto Rico)
Florida è una città di Porto Rico, situata nell'entroterra centro-settentrionale. L'area comunale confina a nord con Barceloneta, a est con Manatí, a sud con Ciales e Utuado e a ovest con Arecibo. Il comune, che fu fondato nel 1971, oggi conta una popolazione di circa 12 300 abitanti ed è suddiviso in due circoscrizioni (barrios).